# Frankenia scabra
Frankenia scabra är en frankeniaväxtart som beskrevs av John Lindley. Frankenia scabra ingår i släktet frankenior, och familjen frankeniaväxter. Inga underarter finns listade i Catalogue of Life.